# Bethel Church
Bethel Church är en församling i Redding i Kalifornien i USA som startades 1952. Idag har man över 3 000 besökare varje vecka.

## Historia
Bethel Church startades den 16 oktober 1952 som en grupp inom Assemblies of God.,
Mellan 1984 och 1996 var Ray Larson föreståndare och församlingen växte från 200 till över 2 000 medlemmar.
Sedan 1996 är Bill Johnson föreståndare. Andra pastorer i församlingen är: Kris Vallotton, Danny Silk och Brian Johnson.

## Föreståndare
- Robert Doherty (1952–1966)
- Vic Trimer (1966–1968)
- M. Earl Johnson (1968–1982)
- Val Munson (1982–1984)
- Ray Larson (1984–1996)
- Bill Johnson (1996 –)

## Verksamhet

### Bethel Music
Församlingen har spelat in flera skivor under namnet Bethel music.
- 2009 – Here is love
- 2011 – Be lifted high
- 2012 – For the sake of the world
- 2014 – You make me brave

Brian Johnson (son till Bill Johnson) är församlingens lovsångspastor.

### Bethel School of Supernatural Ministry
1998 startades bibelskolan Bethel School of Supernatural Ministry med 36 elever. Under läsåret 2008/2009 hade man över 900 elever.

### Jesus Culture
Sommaren 1999 höll ungdomsgruppen på Bethel Church sin första Jesus Culture konferens. Poängen med konferensen var att stötta andra kyrkor och låta ungdomar uppleva Guds kärlek på ett konkret sätt. Idag reser Jesus Culture runt i hela världen. Frontfigurer är: Kim Walker, Chris Quilala, Kristene Dimarco, Jake Hamilton samt Bryan & Katie Torwalt.

## Fotnoter
1. ↑  http://www.facebook.com/pages/Bethel-Church/137087206312534
2. ↑  http://www.facebook.com/bethel.church.redding/info
3. 1 2  ”Arkiverade kopian”. Arkiverad från originalet den 24 september 2010. https://web.archive.org/web/20100924032200/http://www.redding.com/news/2010/jan/16/bethel-burgeons-under-pastors-visions-of/. Läst 6 oktober 2010.
4. ↑  ”Arkiverade kopian”. Arkiverad från originalet den 1 juli 2012. https://web.archive.org/web/20120701071820/http://bethelmusic.com/artist/brian-johnson. Läst 24 juni 2012.
5. ↑  ”Arkiverade kopian”. Arkiverad från originalet den 1 april 2012. https://web.archive.org/web/20120401055018/http://www.jesusculture.com/about. Läst 24 juni 2012.